# ماریا دینولسکو
ماریا دینولسکو (رومانیایی: Maria Dinulescu؛ ‏ تلفظ رومانیایی: [maˈri.a dinuˈlesku]؛ زادهٔ ۲ مهٔ ۱۹۸۱) بازیگر اهل رومانی است.
وی دانش‌آموختهٔ دانشگاه ملی فیلم و تئاتر کاراجیاله در بخارست است.
از فیلم‌هایی که وی در آن‌ها نقش داشته‌است، می‌توان به ترافیک، به‌دام‌افتاده، آزمون، رؤیای کالیفرنیا و کنسرت اشاره نمود.